# Повітрянодесантні війська СРСР

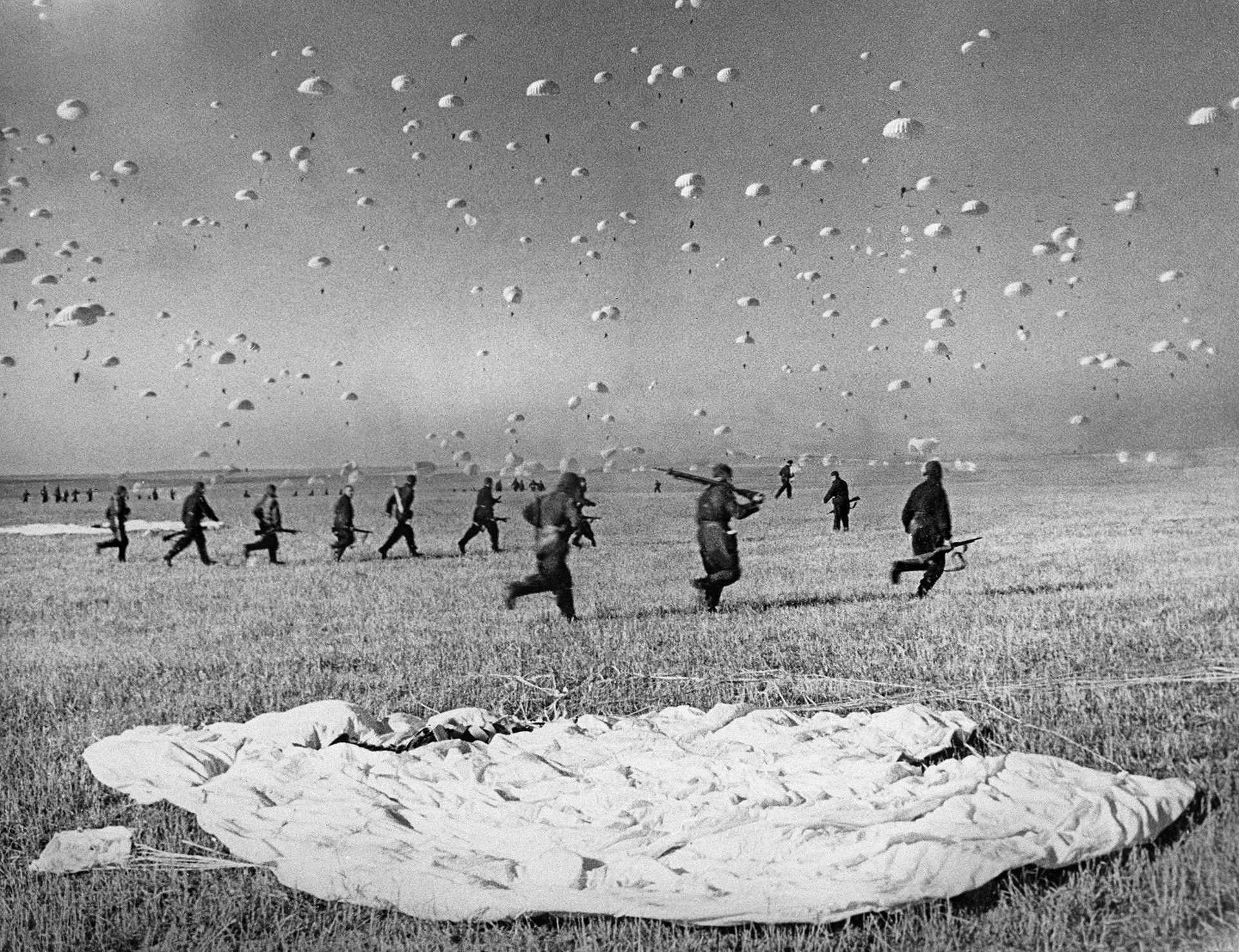
Повітряний десант на маневрах 1935 року

Пові́трянодеса́нтні війська́ Радя́нського Сою́зу — один з основних високомобільних родів військ Радянської армії, створений у 1930 році, який організаційно безпосередньо підпорядковувався (через штаб повітрянодесантних військ СРСР) Міністрові оборони СРСР, та був призначений та підготовлений для ведення бойових дій в тилу противника.
До складу ПДВ СРСР входили повітрянодесантні, десантно-штурмові, планерні та армійської авіації підрозділи, частини, з'єднання та установи.
Наприкінці 1991 року мали у своєму складі 7 повітрянодесантних дивізій та майже 20 окремих бригад, полків та батальйонів.

## Історія

### Передвоєнний час

#### Зародження
Радянський Союз був у числі світових лідерів з питань створення повітрянодесантних військ. Вперше Червона армія застосовувала повітряний посадочний десант у ході боротьби з басмачами в Середній Азії. У 1927 році на трьох літаках було оперативно перекинуто підкріплення з 15 червоноармійців, а 23 квітня 1929 року в район міста Гарм (Таджикистан) з Термеза шість літаків перевезли повітрям вже 45 бійців кавалерійської бригади. На озброєнні загону знаходилися чотири кулемети і гвинтівки. Перші повітрянодесантні загони своє завдання з розгрому банди басмачів Файзули (Афганістан) виконали, знищивши у бою за місто Гарм близько 80 басмачів. Зараз цю подію можна упевнено назвати «тактичним посадочним повітряним десантом».
Тоді ж теорія повітряного десанту тільки зароджувалася…
Командувач Ленінградським військовим округом М. М. Тухачевський ще в 1928 році почав активно пропагувати ідею створення спеціальних підрозділів, призначених для швидкого перекидання повітрям, — прообраз «аеромобільних частин», як би це було названо зараз. Згідно з його думками, такі підрозділи, озброєні в тому числі і важкою зброєю, повинні були літаками перекидатися в тил противника і там виконувати завдання з порушення роботи тилової структури ворога — знищувати штаби, склади, обози, вузли зв'язку, захоплювати стратегічно важливі об'єкти — мости, перевали і т. д. Вантажопідйомність літаків, що існували тоді, дозволяла піднімати в повітря бійців, озброєних мінометами, кулеметами і гранатами. З таким набором вогневих засобів знищити вузол зв'язку або штаб противника було цілком реальне.
Про застосування парашутів для висадки бійців, тоді ніхто ще не думав. Парашут у той час розглядався виключно як засіб порятунку пілотів, і увагою військових теоретиків був обділений. Першим військовим парашутистом в СРСР фактично став комбриг Леонід Григорович Мінов. У 1929 році у складі радянської торгової організації «Амторг» він виїхав до США, де повинен був ознайомитися зі станом парашутної справи в США та закупити для потреб ВПС Робітничо-Селянської Червоної Армії рятувальні парашути. Прибувши на завод компанії «Ірвін» (яка займалася виготовленням рятувальних парашутів і іншого авіаційного спорядження) в місто Буффало, штат Нью-Йорк, комбриг отримав запрошення особисто випробувати якість запропонованого йому товару.
Мінов, що приїхав до США як «фахівець з парашутів», просто не міг відмовитися. 13 червня 1929 року він зробив стрибок з парашутом з висоти 500 метрів. Всього за період відрядження він здійснив 3 стрибки. Після прибуття в СРСР він був призначений на посаду інструктора з парашутної підготовки, де почав готувати інструкторів з парашутної справи.
До літа 1930 року Мінов підготував у теоретичній частині 30 парашутистів з числа добровольців. Практичні парашутні стрибки намічено було провести на спеціальних зборах, які відкрилися на аеродромі поблизу міста Воронеж 26 липня 1930 року. Мінов особисто керував проведенням зборів. Перший показовий стрибок (фактично — перший навчально-тренувальний стрибок з парашутом в СРСР) Мінов зробив особисто. Слідом за ним стрибнув відомий льотчик Яків Давидович Мошковський.
За цей час курсантами було виконано 59 тренувальних і показових стрибків з американськими парашутами компанії «Ірвін». Першими радянськими парашутистами стали льотчики Я. Д. Мошковський, І. І. Поваляєв, А. З. Стойлов, Д. Н. Затонський, П. В. Кондратьєв, І. Мухін і ряд інших. Начальник ВПС РСЧА запропонував Мінову підготувати групу парашутистів для здійснення групового стрибка, після чого пояснив: "…було б дуже добре, якби виявилося можливим у ході воронезького навчання продемонструвати викидання групи озброєних парашутистів для диверсійних дій на території «противника…»
Мінов і Мошковський з ентузіазмом сприйняли пропозицію начальника ВПС. З числа найдосвідченіших курсантів вони відібрали десять добровольців і провели з ними декілька занять. Підготовка до проведення цієї першої десантної операції в Радянському Союзі була закінчена до вечора 31 липня.
2 серпня 1930 року, о 9 годині ранку, літак «Фарман-Голіаф» із сімома десантниками (перша група із Мошковським) на борту піднялася в повітря. Над хутором Клочково, з висоти 300 метрів, перша група десантувалася на майданчик розміром 600 на 800 метрів.
Вся група покинула борт протягом п'яти секунд. Мошковський залишився в літаку з метою уточнення точки викидання. Тим часом перша група приземлилася на околиці хутора та швидко зібралася біля Мінова. У момент викидання десантники були озброєні наганами та ручними гранатами. Практично відразу над точкою викидання пройшли три Р-1, які з висоти 150 метрів скинули два м'які поштові мішки, і чотири напівважкі короби, в яких була довгоствольна зброя (зокрема два ручних кулемети), спорядження та боєприпаси необхідні для виконання бойового завдання. «Фарман-Голіаф», що повернувся на аеродром, забрав решту учасників десанту, і, за декілька хвилин, з висоти 500 метрів викинув другу групу над майданчиком десантування. Приземлення другої групи відбулося в безпосередній близькості від того місця, де в цей час знаходилася перша група. Ще за декілька хвилин обидві групи зібралися разом, привели зброю в бойову готовність та висунулися в вихідний район для виконання бойового завдання. У вихідному районі їх чекала вантажівка, яка доставила парашутистів на аеродром. Завдання першого повітряного десанту було успішно виконане.
Ось прізвища учасників першого в історії СРСР озброєного повітряного десанту:
- Мінов
- Мошковський
- Мухін
- Філіппов
- Єгоров
- Пойдус
- Фрейман
- Черкашин
- Кухаренко
- Захаров
- Коваленков
- Поваляєв.

В результаті проведеного експерименту була доведена можливість парашутного десантування озброєного особового складу, а так само була перевірена сама техніка викидання людей та вантажів.
Через місяць, 2 вересня 1930 року на маневрах частин Московського військового округу під керівництвом Якова Мошковського з літака АНТ-9 з висоти 250 метрів був викинутий озброєний парашутний десант в кількості 11 бійців. У десантуванні брали участь парашутисти — учасники повітряного десанту, проведеного 2 серпня (за винятком Мінова). Цього разу група мала конкретне бойове завдання. Приземлившись, десантна група Мошковського здійснила раптовий напад на штаб дивізії, де, забравши оперативні документи, на захопленій вантажній машині відірвалася від переслідування і вдало повернулася до розташування «своїх» військ. Всього за 1930 рік в СРСР було здійснено 84 показових і тренувальних стрибки з парашутом.

#### Розвиток у 30-ті роки
Директивою від 18 березня 1931 року Штаб РСЧА створює на базі 11-ї стрілецької дивізії Ленінградського військового округу позаштатний авіаційний моторизований десантний загін.
Цей перший експериментальний десантний загін був дислокований в м. Красногвардійське, Ленінградської області та мав наступний склад:
- -одна стрілецька рота;
- -саперний взвод;
- -взвод зв'язку;
- -взвод легкових машин;
- -ескадрилья важкої бомбардувальної авіації (12 літаків ТБ-1)
- -корпусний авіазагін (10 літаків Р-5)

Загін отримав на озброєння дві танкетки Т-27, 3 бронемашини, 4 мотоцикли, 10 легкових і 16 вантажних автомобілів, а також 18 кулеметів (з них 4 станкових). За штатом загін мав 164 чоловіки особового складу.
У 1931 році вже було здійснено 621 стрибок з парашутом. Стрибало близько 200 осіб, з яких чотири — жінки. Окрім льотного складу і десантників, з парашутом стрибали 10 командирів частин різних родів військ, у тому числі і майбутній Маршал Радянського Союзу Будьонний С. М. — у той час слухач Військової академії імені М. В. Фрунзе.
Вже в липні 1931 року з літака ТБ-1 проводиться перше випробувальне десантування на парашуті зразка техніки — пікапа ГАЗ-А, з безвідкотною гарматою ДРП. Проте в процесі десантування купол парашута порвався, і машина при приземленні отримала великі пошкодження.
5 січня 1932 року РВС СРСР ухвалив рішення сформувати в Ленінградському, Московському, Українському та Білоруському військових округах штатні авіамотодесантні загони.
10 травня 1933 року в місті Пушкіні (Царське Село) силами бійців 3-ї авіадесантної бригади була побудована металева парашутна вежа заввишки 25 метрів. Це була перша в СРСР парашутна вежа.
Всього до кінця 1933 року в складі повітрянодесантних військ СРСР мав одну бригаду і 8 окремих батальйонів з загальною чисельністю особового складу до 8000 бійців.
12 вересня-17 вересня 1935 року Радянський Союз у присутності великої кількості закордонних військових аташе на маневрах Київського військового округу в районі Бердичева, Сквири і Броварів одночасно протягом 1 год 50 хв висаджується десант з 1188 парашутистів. Після того, як десантники захопили площадку приземлення, тут же негайно проводиться посадочний десант з 1766 чоловік з гарматами і автомобілями.
Військовий аташе Франції — генерал Луазо після навчань заявив:
<blockquote>«Парашутний десант великої кількості, побачений мною особисто під Києвом, я вважаю фактом, що не має прецеденту у світі».
А присутній на маневрах німецький військовий аташе полковник Курт Штудент зробив відповідні висновки і через три роки сформував в Німеччині перший парашутно-десантний підрозділ, який сам й очолив.
Згодом на маневрах Білоруського військового округу в тилу противника одночасно було висаджено 600 парашутистів. Десантники швидко знайшли і знищили штаб і вузол зв'язку умовного противника.
У 1936 році на маневрах Московського військового округу в районі міста В'язникі був висаджений парашутний десант в 2 200 парашутистів, услід за яким здійснений посадочний десант 3000 бійців з кулеметами і легкими гарматами.
Червень 1936 року на навчаннях Московського військового округу в районі Виїзди викинули (всього 111 ТБ-3) парашутний десант в кількості 2000 бійців, а в районі міста Сейм — посадочний десант в кількості 3000 десантників з важким озброєнням і технікою.
22 вересня 1936 року на маневрах Білоруського військового округу здійснена висадка парашутного десанту 1800 бійців. На цих же навчаннях повітрям на велику відстань була перекинута 84-та стрілецька дивізія — 5 272 солдати з гарматами, броньовиками й легкими танками. Присутній на цих маневрах англійський генерал Арчибальд Вейвелл відверто заявив:
«Я ніколи б не повірив в можливість подібної операції, якби не бачив її сам!»

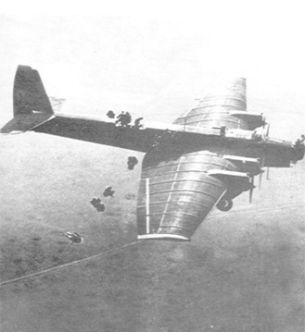
Десантування перших десантників з крила літаку ТБ-3

30 грудня 1936 року вводиться в дію перший Тимчасовий польовий статут РСЧА, який свідчив: «Парашутно-десантні частини є дієвим засобом для дезорганізації управління і роботи в тилу противника. У взаємодії з військами, що наступають з фронту, парашутно-десантні частини можуть зробити вирішальний вплив на повний розгром противника на даному напрямку».
До літа 1938 року було затверджено рішення сформувати на базі наявних повітрянодесантних частин однотипні повітрянодесантні бригади у кількості шести окремих повітрянодесантних бригад:
- 201-ша опдбр ім. С. М. Кірова ЛЕНВО м. Пушкін
- 202-га опдбр м.Хабаровськ
- 204-та опдбр Київського військового округу м.Житомир
- 211-та опдбр Приморський край, н.п. Чернігівка
- 212-та опдбр Амурська область, н.п. Куйбишівка-Східна
- 214-та опдбр Білоруського військового округу м. Мар'їна Горка

Після переформовування всі повітрянодесантні бригади були передані в підпорядкування командування сухопутних військ.
Кожна повітрянодесантна бригада у штаті мала 1689 бійців особового складу і включала:
- — один парашутний батальйон;
- — один мотомеханізований батальйон;
- — артилерійський дивізіон

У 1939 році при здійсненні показового стрибка з парашутом загинув один з родоначальників повітрянодесантних військ Я. Д. Мошковський.
У 1939 році змінилася організаційно-штатна структура повітрянодесантних бригад. Вони стали складатися з трьох бойових груп: парашутної, планерної і посадочної.

#### Бойовий досвід в передвоєнні роки
Бойовий шлях радянських повітрянодесантних військ почався в серпні 1939 року, коли 212-та опдбр взяла активну участь у розгромі 6-ї японської армії в районі Халхин-Голу. За подвиги, здійснені в цих боях орденами і медалями СРСР було нагороджено 352 бійці і командири 212-ї бригади.
17 вересня 1939 року Червона армія вторглася до Польщі. У цьому поході брали участь 201-ша, 204-та і 214-та повітрянодесантні бригади. Проте, в основному, бригади перекидалися наземними шляхами. Лише декілька розвідгруп було висаджене в польських тилах парашутним способом. Під час цього походу в бойових умовах були випробувані способи десантування парашутних мішків з різними вантажами і парашутних бензобаків.
30 листопада 1939 року почалася радянсько-фінська («зимова») війна. Підрозділи повітрянодесантних бригад (201-ша, 204-та, 214-та опдбр) спільно зі стрілецькими частинами брали активну участь в наступальних операціях, не маючи при цьому великих успіхів з різних причин. Так, з 15 лютого по 12 березня 1940 року 201-ша повітрянодесантна бригада вела активну оборону комунікацій 15-ї армії, де підрозділи бригади проведено 37 зафронтових операцій в тилу фінських військ.
214-та пдбр залишалася резервом 15-ї армії і участі в бойових діях практично не брала. Є неперевірена інформація, що в ході наступу на укріпрайони «Лінії Маннергейму» парашутним способом висаджувалися частини 201-ї, 204-ї і 214-ї бригад на п'ять головних цілей і численні другорядні пункти. Але на складній місцевості, в складних погодних умовах і без вогневої і авіаційної підтримки висаджені підрозділи були швидко виявлені фінськими частинами та знищені. Надалі у фінській війні десантники використовувалися лише як піхота, здійснюючи тилами ворога рейди на лижах (частини 201-ї пдбр). На той час це були найбільш підготовлені і боєздатні частини РСЧА, що діяли в зоні конфлікту.
Участь ПДВ в трьох військових конфліктах не змогла повністю виявити всі можливості цього роду військ. Як у Монголії, так і у Польщі й Фінляндії десантникам довелося діяти в основному як звичайна піхота.
Проте вже влітку 1940 року ПДВ були залучені до виконання завдань, відповідних теорії застосування повітряних десантів. 16 червня 1940 року під час окупації військами Червоної армії країн Балтії, 63 літаки ТБ-3 перекинули на аеродром під Шяуляєм першу хвилю десанту чисельністю 720 бійців. Десантники захопили аеродром і забезпечили умови для прийому другої хвилі посадочного десанту.
26 червня 1940 року СРСР під час Бесарабсько-Буковинського вторгнення приймає рішення силами повітрянодесантних військ захопити мости через річку Прут. Відповідно до плану повітрянодесантної операції залучалися 201-ша, 204-та і 214-та опдбр, а також авіаційна група (4 полки ТБ-3) у складі 136 літаків. Повітрянодесантні бригади були зосереджені залізницею у вихідному районі десантування: Бориспіль, Скоморохи, Гоголеве, Калинівка. Протяжність маршруту від початкового району до району десантування склала в середньому 350 кілометрів.
Вранці 29 червня 1940 року 204-та опдбр провела десантування в районі міста Болград, (за іронією долі з 1969 по 2004 роки в цьому невеликому українському місті розташовувалася 98-ма гвардійська Свірська повітрянодесантна дивізія, одна з найвідоміших повітрянодесантних дивізій Радянського Союзу та в подальшому 1 аеромобільна дивізія Збройних Сил України) за 12 кілометрів на північ від міста.
З ранку в повітря піднялися 99 літаків ТБ-3 з 1436 десантниками на борту та здійснили десантування на вибраному майданчику. При десантуванні двоє десантників загинули і п'ятеро отримали переломи ніг. До вечора десантники взяли Болград під свій контроль, а наступного дня 1-й пдб бригади після невеликого бою зайняв місто Кагул і порт Рені.
Вранці 30 червня частини 201-ї опдбр були десантовані в районі Ізмаїла. 240 бійців було висаджено посадочним способом, решта 509 десантників було викинуто на парашутах. За декілька годин Ізмаїл був узятий під повний контроль радянських військових.
Десантування 29-30 червня 1940 року 201-ї і 204-ї пдбр, проведене в умовах, наближених до бойових, показало правильність теоретичних положень і організаційних розрахунків довоєнного часу щодо застосування великих повітряних десантів.
23 квітня 1941 виходить цілком таємне Рішення ЦК ВКП(б) і СНК СРСР № 1112—459сс, яке затверджує наказ «Про нові формування в Червоній армії», де наказує сформувати до 1 червня 1941 року п'ять повітрянодесантних корпусів по три повітрянодесантні бригади в кожному. Загальна чисельність корпусу спочатку була визначена в 8 020 осіб. Типова організаційно-штатна структура бригад:
- — управління бригади;
- — 4 парашутно-десантних батальйони;
- — артилерійський дивізіон;
- — школа молодших командирів;
- — розвідувально-самокатна рота;
- — тил бригади

Чисельність бригади була визначена в 2588 осіб. Кожен парашутно-десантний батальйон мав у своєму складі 546 осіб.
За десять днів до початку Німецько-радянської війни 12 червня 1941 року було створено Управління Повітрянодесантних Військ, яке очолив генерал-майор В. А. Глазунов. Начальником штабу ПДВ був призначений полковник П.Іонов.
На початок Німецько-радянської війни угрупування сил ПДВ включало такі частини й з'єднання:
- 1-й пдк Київського особливого військового округу м.Житомир
  - 1-ша пдбр
  - 204-та пдбр
  - 211-та пдбр
- 2-й пдк Харківський військовий округ
  - 2-га пдбр м.Ніжин
  - 3-тя пдбр м.Чернігів
  - 4-та пдбр м.Конотоп
- 3-й пдк Одеського військового округу м. Первомайськ
  - 5-та пдбр
  - 6-та пдбр
  - 212-та пдбр
- 4-й пдк Білоруського військового округу м. Пуховічи
  - 7-ма пдбр
  - 8-ма пдбр
  - 214-та пдбр
- 5-й пдк Прибалтійського військового округу, м.Даугавпілс
  - 9-та пдбр
  - 10-та пдбр
  - 201-ша пдбр імені С. М. Кірова C.M.
- 202-га окрема пдбр ДВФ Хабаровськ.

Таким складом радянські повітрянодесантні війська зустріли початок німецько-радянської війни.

### Період Другої світової війни

#### Початковий період війни
Друга світова війна застала кадрові частини й з'єднання повітрянодесантних військ в польових таборах і місцях постійної дислокації в основному на західному кордоні. Частини 1-го, 2-го та 3-го ПДК брали активну участь в бойових діях в період літа та осені 1941 року у складі військ Південно-Західного Фронту. Частини 4-го пдк — у складі військ Західного Фронту. Частини 5-го пдк до зими 1942 р. — у складі військ Північно-Західного фронту.
Наприклад, 10-та опдбр 5-го пдк була ще 19 червня висунута до державного кордону для проведення тактичних навчань з бойовою стрільбою. Війна застала бригаду на марші на південь від Даугавпілса, й практично відразу частини бригади опинилися в тилу німецьких військ. Командир бригади отримав наказ зі штабу 5-го повітрянодесантного корпусу — знищувати частини противника, що прорвалися, й виходити до головних сил корпусу. Бригада приступила до виконання бойових завдань, зокрема 26 червня спільно з іншими частинами 5-го пдк і частинами 27-ї армії очистила Даугавпілс від загарбників. Надалі характер ведення бойових дій не змінився, й частини корпусу використовувалися як піхотні підрозділи з незмінним прагненням до виходу з оточення. Закладений у ПДВ «диверсійний» потенціал використання саме в тилах противника в 5-му ПДК практично не був задіяний.
З початком війни 4-й пдк отримав наказ висуватися в район південніше Борисов і зайняти оборону по річці Березина. На цьому рубежі частини 4-го корпусу шість діб вели важкі бої проти частин німецького 24-го моторизованого корпусу. Потім частини корпусу вели бої за місто Крічев на річці Сож. Після тривалих боїв, зазнавши важких втрат, до 24 серпня корпус був направлений на поповнення вглиб території СРСР.
Але, відповідно до вимог бойового статуту ПДВ, в перші дні війни діяли тільки підрозділи 204-ї повітрянодесантної бригади, в якій було сформовано близько десяти диверсійних загонів. 29 червня декілька диверсійних загонів і груп десантували парашутним способом в тил німецьких військ, що наступали, в район населених пунктів Слуцьк, Мозир, Рава-Руська, Яворів, Калинковичі. Ці диверсійні загони та групи рвали зв'язок, знищували колони, мости, бойову техніку та особовий склад противника. Виконавши свої завдання, ці загони йшли на з'єднання з частинами Червоної Армії.
13 липня 1941 повітряна розвідка Західного фронту виявила поблизу Могильова зосередження до 300 танків противника, що залишилися без пального. Маршал Радянського Союзу Тимошенко С. К. наказав терміново викинути парашутний десант для знищення цієї бронетехніки. Для цієї мети був задіяний збірний парашутно-десантний загін (64 добровольці) 214-ї опдбр.
Планом передбачалося, що операція повинна була початися близько 1-ї год ночі, але з різних причин виліт літаків відбувся тільки вдосвіта. На підході до цілі літаки були зустрінуті щільним вогнем ППО противника, й частина десанту загинула ще в літаках. Проте, ТБ-3 відбомбилися, після чого провели висадку парашутистів. Десантники підпалили пляшками із запальною сумішшю («коктейль Молотова») декілька танків і машин противника та почали відхід. Через декілька діб командир вивів у розташування своїх військ тільки 34 бійців. Ніхто з десантників, що вижили, за цей подвиг нагород не отримав.
2 жовтня німецький 24-й танковий корпус захопив місто Орел і вийшов на стратегічну трасу Орел — Тула. Сил зупинити просування противника в тому районі не було, тому було терміново ухвалено рішення використовувати «мобільний» потенціал повітрянодесантних військ, швидко перекинувши підрозділи десантників в потрібний район оборони. У район міст Орел і Мценськ повітрям були перекинуті підрозділи 10-ї й 201-ї повітрянодесантних бригад 5-го ПДК. Підрозділи 201-ї опдбр висаджувалися на орловському аеродромі в час, коли по льотному полю вівся артилерійський вогонь противника. 3-й батальйон висаджувався на аеродром Оптуха, звідки десантники швидко змогли вийти на шосе Орел — Мценськ і перекрити його. Авіаційно-транспортна група у складі 80 літаків ПС-84 і ТБ-3 здійснила в стислий термін перевезення більше ніж 6 000 десантників на відстань понад 500 кілометрів.
22 вересня 1941 року з метою сприяння морському десанту парашутний загін в кількості 23 бійців був викинутий в тилу румунських військ, що наступали на Одесу, в районі Григорівки. Діючи самостійно десантники змогли дезорганізувати дії румунських штабів, внести до лав противника паніку, але під час операції загинуло 7 десантників і 4 зникли безвісти. Уцілілі парашутисти наступного дня, разом з морським десантом, вийшли на з'єднання з частинами Окремої Приморської Армії. Завдання повітряного десанту було виконане повністю.
Наприкінці літа 1941 року на базі Куйбишевського піхотного училища створюється повітрянодесантне училище для підготовки командирів взводів повітряного десанту.
Початковий період війни характеризувався тим, що:
1. повітрянодесантні війська в початковий період війни, в основному вимушено, використовувалися як звичайна піхота (всі без винятку корпуси), за рідкісним винятком, де характер використання частин ПДВ можна позначити як «диверсійно-розвідувальні дії»;
2. використання частин ПДВ як інструмент диверсій повністю виправдало передвоєнні поняття про роль і місце малих груп ПДВ в тилу противника;
3. повністю підтвердилася можливість швидкого перекидання військ повітряним транспортом на особливо важливі ділянки оборони;
4. намітилося спеціальне використання частин повітрянодесантних військ на вибивання у ворога найнебезпечнішого інструменту «Бліцкригу» — танків;
5. проте, стало зрозуміло, що ПДВ, не маючи у своєму складі важкого озброєння, в оборонних боях з танковими та піхотними частинами противника зазнавали невиправданих втрат.

Наказом № 0329 від 29 серпня 1941 року була введена посада Командувача Повітрянодесантних військ і створюється апарат управління повітрянодесантних військ. Таким чином, ПДВ були вперше виділені в самостійний рід військ. Першим командувачем був призначений генерал-майор В. О. Глазунов.
Наказом Наркома оборони від 4 вересня 1941 року в РСЧА почато формування в Московському й Приволзькому військових округах ще п'яти повітрянодесантних корпусів, яким надані номери 6-10. Так само почато формування п'яти окремих «маневрених» повітрянодесантних бригад з номерами 1—5.
6 листопада 1941 року 3-й повітрянодесантний корпус був переформований на 87-му стрілецьку дивізію. Командиром дивізії був призначений легендарний генерал О. І. Родимцев. Відразу після переформовування дивізії було поставлено завдання вибити німецькі частини з міста Тим. Бої за місто продовжувалися тиждень, й в результаті наполегливих боїв дивізія вибила німців з міста. До січня 1942 року 87-ма сд була перетворена на 13-ту гвардійську стрілецьку дивізію.
Зимою 1941 року війська Червоної Армії перешли під Москвою в рішучий контрнаступ. У ніч на 15 грудня 1941 року на захід від міста Клин був викинутий парашутний десант чисельністю 415 осіб зі складу 214-ї бригади. 9 діб батальйон виконував поставлене завдання. Всього було знищено 29 мостів, 48 автоцистерн, 2 танки й до 400 солдатів противника. Десант діяв малими диверсійними групами, що і дозволило в тих умовах нанести німцям максимально можливі втрати.
31 грудня 1941 року на Арабатську стрілку в ході проведення Керченсько-Феодосійської морської десантної операції був викинутий у виключно складних метеорологічних умовах парашутно-десантний батальйон. Десант, що висадився, розгромив німецький гарнізон в Ак-Монає. Проте морський десант не зміг пробитися до бойових порядків повітряного десанту, у зв'язку з чим батальйон приступив до диверсійних дій.

#### Вяземська повітрянодесантна операція 1942
Наймасштабнішою повітрянодесантною операцією, проведеної в період Німецько-радянської війни, слід назвати Вяземську повітрянодесантну операцію, в ході якої в тил противника був висаджений цілий повітрянодесантний корпус. Десантування проводилося протягом тривалого періоду часу — з 27 січня по 3 червня 1942 року, низкою серій. Загальна мета цієї повітрянодесантної операції полягала в сприянні військам Західного і Калінінського фронтів в завершенні оточення німецької групи армій «Центр».
27 січня 1942 року 2-й батальйон 8-ї повітрянодесантної бригади був піднятий з аеродрому Жашково, але через втрату екіпажами літаків орієнтування, викидання було здійснене за 20 км від наміченого району. Десант був розкиданий на великій площі в 20-25 км. Збір батальйону проходив дуже поволі, й до світанку на пункт збору вийшло тільки 476 бійців, з 648, що десантувалися. Зв'язок з управлінням бригади й корпусу був утрачений. Не отримавши від командира батальйону донесення, командувач ПДВ вирішив продовжити десантування в раніше намічені райони, та у ніч на 28 січня авіація виконала ще два вильоти та десантувала більше ніж 1 500 бійців, проте, як і в першому випадку, десант був розсіяний на великій площі.
28 січня авіація противника бомбила аеродром Жашково. Протягом ночі на 29 січня авіація викидала в районі десантування різні вантажі. Протягом ночі 29 січня десантовано 540 бійців, 30 січня — ще 120 бійців, 31 січня — 215 бійців разом з офіцерами штабу 8-ї бригади. Вранці командир бригади встановив зв'язок з батальйонами та командуванням ПДВ. Протягом 31 січня десантовано 389 бійців. Проте до того часу обстановка в районі Вязьми змінилася та подальше десантування 4-го ПДК було визнане недоцільним. Решта частин корпусу була повернена в пункти постійної дислокації.
10 лютого підрозділи 8-ї бригади розгромили штаб німецької 5-ї танкової дивізії. Цього ж дня німці кинули проти підрозділів бригади свій винищувальний батальйон, який до вечора десантниками був цілком знищений.
Протягом лютого бригада спільно з частинами 1-го гвардійського кавалерійського корпусу Білова неодноразово намагалася опанувати В'язьмою, але ці спроби успіху не мали. 23 лютого бригада захопила станцію Дорогобуж. У період з 7 по 13 березня бригада забезпечувала вихід з оточення частин 329-ї стрілецької дивізії. 7 квітня 8-ма бригада була повернена до складу 4-го ПДК.
У ніч на 17 лютого для надання допомоги оточеним частинам 29-ї армії в районі Ржева десантувався батальйон 204-ї бригади. Всього було викинуто в районі розташування штабу 29-ї армії близько 500 бійців. Десантники надали істотну допомогу частинам армії в прориві оборони противника при виході з оточення. 22 лютого частини 29-ї армії і парашутно-десантний батальйон вийшли з оточення.
4-й корпус отримав чергове завдання на десантування в районі Бажання, Шушмін, Великопольє з метою сприяння 50-й армії, яка мала завдання наступати назустріч парашутистам, прорвати оборону противника і з'єднатися з частинами десанту. Викидання частин 4-го корпусу почалося в ніч на 18 лютого. Першим десантувався 4-й батальйон 8-ї пдбр (який так і не десантувався в січні). Протягом ночі проводиться десантування частин 9-ї і 214-ї бригад. У ніч на 23 лютого десантується командування й штаб 4-го ПДК. Під час перельоту літак, в якому був генерал-майор А. Ф. Левашов, був атакований німецьким винищувачем, внаслідок чого командир корпусу був убитий. Командування корпусом перебрав на себе начальник штабу 4-го ПДК полковник О. Ф. Казанкин. До ранку 23 лютого десантування частин корпусу було завершене, було викинуто 7 373 бійців і 1 525 парашутно-десантних мішків з різними вантажами. Як і раніше підрозділи десанту були розсіяні на значні відстані від запланованого району десантування.
Весь подальший час перебування в тилу противника 4-й повітрянодесантний корпус, проти якого діяли три піхотні дивізії вермахту вів важкі бої, неодноразово міняючи місце свого розташування. На початок травня 1942 року у складі корпусу значилося 2 300 боєздатних боєздатного бійців, понад 2 000 поранених і хворих та близько 1 700 партизан.
В період з 29 травня по 3 червня 1942 року в розташування 1-го гв. кавалерійського корпусу додатково десантовано ще понад 4 000 осіб зі складу 3-ї та 211-ї повітрянодесантних бригад. Завданнмя десанту було посилення кавалерійського корпусу. Прорив 4-го ПДК з оточення почався 14 червня в районі на південь від Єльні. Прорив був здійснений тільки 23 червня в районі н.п. Жіліно. Частини 4-го ПДК, що відстали та 1-го гв. КК виходили з оточення ще кілька днів.
В підсумку найкрупнішої повітрянодесантної операції, проведеної Червоною Армією в період Німецько-радянської війни, майже за шість місяців важких боїв у тилу противника, десантники знищили до 15 тис. солдатів і офіцерів противника, звільнили від загарбників близько 200 населених пунктів. В період напружених боїв за Москву десантникам вдалося відтягнути на себе і скувати в районі Вязьми і Юхнова значну частину сил 4-х німецьких армійських корпусів групи армій «Центр», тим самим, обмеживши можливості німців з нанесення контрударів по частинах Червоної Армії.
У травні 1942 року, у зв'язку з обстановкою, що склалася, Державний комітет оборони ухвалює рішення сформувати гвардійські стрілецькі дивізії на базі корпусів повітрянодесантних військ.
- 1-й ПДК переформований на 37-му гв. сд;
- 2-й ПДК — на 32-гу гв. сд;
- 3-й ПДК — на 33-ю гв. сд;
- 4-й ПДК — на 38-му гв. сд;
- 5-й ПДК — на 39-ту гв сд;
- 201-ша пдбр ім. С. М. Кірова — на 120-й гвардійський стрілецький полк (таким чином, найстаріша повітрянодесантна частина в СРСР перетворилася на піхотну);
- 6-й ПДК переформований на 40-ву гв. сд;
- 7-й ПДК — на 34-ту гв. сд;
- 8-й ПДК — на 35-ту гв. сд;
- 9-й ПДК — на 36-ту гв. сд;
- 10-й ПДК — на 41-шу гв. сд.

#### На переломі війни
13-та генерала Родимцева, 33-тя, 34-та, 35-та, 36-та, 37-ма, 38-ма, 39-та, 40-ва і 41-ша дивізії були направлені до Сталінграда. Радянські десантники брали активну участь у Сталінградській битві. Візитною карткою оборони Сталінграда став так званий «Будинок Павлова»: у ніч на 27 вересня 1942 року розвідгрупа сержанта Я. Ф. Павлова з 13-ї гвардійської стрілецької дивізії захопила чотирьохповерховий будинок у центрі міста на площі імені 9 січня, і три доби утримували його учотирьох до підходу підкріплення. Гарнізон «Будинку Павлова» складався з кулеметного взводу (7 бійців, 1 станковий кулемет), групи бронебійників (6 бійців, 3 ПТР), 7 автоматників і 4 мінометників (два 50-мм міномети) — всього 24 бійці, які організували кругову оборону, замінували підступи та 58 діб вели бої у відриві від основних сил полку.
Десантники генерала Родімцева протягом всього періоду оборони будівлі витримали жахливу напругу всіх сил і вистояли. Один з німецьких генералів після війни заявив, що, штурмуючи в Сталінграді «Будинок Павлова», німецькі війська втратили більше людей, ніж при захопленні деяких європейських столиць (наприклад, при захопленні Данії вермахт втратив 2 солдатів вбитими та 10 пораненими).
На південному напрямку силами Чорноморського флоту проводиться низка десантних операції. В ніч на 24 жовтня 1942 року на аеродром міста Майкоп (28 Me-109, 4 Ю-88, 3 Ю-52 та 4 літаки зв'язку) після проведення штурмових ударів авіації десантується парашутний загін чисельністю 37 бійців під командуванням старшини П.Соловйова. Десант, що приземлився на аеродромі, зміг знищити 13 та пошкодити 10 літаків противника. Пізніше десантники вирвалися з оточення, і пішли до партизанів. Всього під час операції загинуло 15 парашутистів і 7 членів екіпажу збитого ТБ-3.
4 лютого 1943 року Чорноморський флот проводить морську десантну операцію в районі Південної Озерейки. Для сприяння морякам (доречно зауважити, в морському десанті брав участь 31-й гв. окремий парашутно-десантний полк Північно-Кавказького фронту) був викинутий парашутний десант зі складу окремої парашутно-десантної роти (80 найбільш підготовлених десантників). Літаками СБ були десантовані 57 осіб, а екіпаж одного бомбардувальника не зміг вийти на ціль та повернувся на аеродром з десантом на борту. Командирами висаджених груп були лейтенанти І. А. Кузьмін і П. М. Соловйов (той самий, який очолював Майкопський десант), а також старшина Н. А. Штабкін. Але під час десантування через відмову парашута Соловйов розбився. Десантники вступили в бій за Васильєвку, де знищили близько сотні ворогів. Група Штабкіна знищила артилерійську батарею противника. Проте спланованого з'єднання повітряного десанту з морським не відбулося, оскільки противник чинив наполегливий опір. Внаслідок чого групи повітряного десанту після виконання свого завдання відійшли. До 12 березня в розташування наших військ повернулося 28 бійців з 57, що десантувалися. Плацдарм біля Південної Озерейки зберегти не вдалося.
Все літо 1943 року повітрянодесантні дивізії були залучені в сухопутних операціях Червоної армії. 2-га, 3-тя, 4-та, 5-та, 6-та, 8-ма і 9-та гвардійські повітрянодесантні, а також 13-та і 36-та гвардійські стрілецькі, створені на базі повітрянодесантних корпусів дивізії були введені до складу Степового фронту, багато з цих дивізій взяли участь у битві на Курській дузі.

#### Дніпровська повітрянодесантна операція 1943
До другої половини вересня 1943 року радянські війська вийшли до Дніпра і з ходу захопили ряд плацдармів. Ще за декілька тижнів до підходу військ Червоної Армії до Дніпра, командування ПДВ почало відпрацьовувати план повітрянодесантної операції, яка повинна була полегшити форсування Дніпра і сприяти оточенню і звільненню Києву.
17 вересня рішення на проведення повітрянодесантної операції було ухвалене Ставкою. Загальним задумом операції планувалося здійснити десантування на лівий берег Дніпра двох корпусів, які повинні були перешкодити перегруповуванню військ противника з початком форсування Дніпра на Букринському плацдармі частинами сухопутних військ Червоної Армії. Першим в район Канева (у смузі наступу Воронезького фронту) повинен був десантуватися зведений корпус, командиром якого призначався генерал-майор Затевахин І. І. Другий зведений корпус під керівництвом генерал-майору Капітохина О. Г. повинен був десантуватися в смузі наступу Південного фронту через декілька днів.
21 вересня за тривогою були підняті шість гвардійських повітрянодесантних бригад: 1-ша, 3-тя, 4-та, 5-та, 6-та і 7-ма гв.пдбр. Було проведено переукладання парашутів, а так само укладання вантажів в парашутно-десантні м'які мішки. Після цього частини бригад були передислоковані залізницею в район аеродромів Лебедин, Смородіно і Богодухів Сумської області. До 23 вересня була створена оперативна група повітрянодесантних військ на аеродромі Лебедин, яка повинна була здійснювати управління десантами.
Для здійснення викидання десанту залучалося 180 військово-транспортних літаків типу «Дуглас» та Лі-2 і 35 планерів. Планерами повинна була десантуватися бригадна артилерія. Відстань аеродромів від районів викидання становила 175—220 кілометрів, що дозволяло за одну ніч провести два-три літако-вильоти.
22 вересня передові частини Воронезького фронту захопили перші плацдарми за Дніпром. В середині дня 23 вересня командувач військами фронту генерал армії Ватутін Микола Федорович через Командувача повітрянодесантних військ уточнив завдання десанту. Викидання перших двох бригад вирішено було почати в ніч на 25 вересня 1943 року.
Поспіх в підготовці Дніпровської повітрянодесантної операції був обумовлений катастрофічним дефіцитом часу, що надалі відобразилося на результатах всієї операції… Командири бригад ухвалили свої рішення на проведення десантування тільки за півтори години до посадки в літаки. До командирів рот і взводів бойове завдання доводилося вже безпосередньо перед посадкою в літаки, а особовий склад отримував бойове завдання вже в повітрі.
Передовий загін літаків 101-го полку авіації дальньої дії, який вела Герой Радянського Союзу Валентина Гризодубова з парашутистами 3-ї гв.пдбр піднявся в повітря о 18 годин 30 хвилин. Через дві години стартували літаки з бійцями 5-ї гв.пдбр. Всього в ніч на 25 вересня було проведено 298 літако-вильотів (замість запланованих 500), було викинуто 3050 чоловік і 432 контейнера зі складу 3-ї гвардійської бригади і 1525 чоловік і 228 контейнерів 5-ї гвардійської бригади. Артилерія десанту так і не була піднята в повітря, тому що аеродром Смородіно не отримав своєчасно необхідної кількості палива. Так само, через відсутність пального на аеродромі Богодухів в середині ночі була припинена висадка підрозділів 5-ї бригади. І лише з аеродрому Лебедин до кінця ночі було завершено викидання підрозділів 3-ї гв.пдбр. У результаті в першу ніч не було викинуто 2017 чоловік і 590 контейнерів з вантажами з числа запланованих.
Багато екіпажів літаків не змогли зорієнтуватися і провели викидання далеко від намічених районів. В результаті значне число десантників приземлилося безпосередньо на бойові порядки німецьких танкових та піхотних дивізій, де практично відразу були або знищені, або узяті в полон. Так само багато парашутистів потрапили до Дніпра і потонули, деяка кількість десантників десантувала на бойові порядки своїх військ.
Вже в процесі висадки десанту стало ясно, що операція пішла не за планом. Зв'язок з висадженими підрозділами десанту був загублений. Замість запланованої площі висадки 10 на 14 кілометрів, фактичний розкид десанту склав 30 на 90 кілометрів. Всі спроби командирів зібрати свої підрозділи протягом ночі успіхів не мали. Усвідомивши, що відбулося, штаб ПДВ приймає рішення припинити подальшу висадку. У теж час розвідувальна авіація виявила зосередження значних сил противника, не відмічених раніше.
Проте до кінця першого дня після висадки, в районі від Ржищева до Черкас об'єдналися до сорока дрібних груп десантників. Ці групи почали завдавати ворогові чутливих ударів.
Наприклад, 30 вересня група, якою керував старший лейтенант Петросян С. Г. в населеному пункті Потік раптовою нічною атакою розгромила німецький гарнізон, знищивши до 100 ворогів, було захоплено до 30 автомашин з боєприпасами, знищено 3 зенітні гармати, до 30 автомашин. Через декілька годин ця ж група здійснила засідку на німецьку артилерійську колону. В результаті бою було знищено до 80 солдатів противника, 15 автомашин, 6 гармат і два міномети.
5 жовтня в Канівському лісі підполковник Сидорчук П. М. об'єднав декілька загонів десантників, сформувавши, таким чином, 3-тю бригаду. Весь час перебування в тилу противника бригада вела активні бойові дії. Німці кинули на знищення бригади значні сили, але так і не змогли ліквідувати в своєму тилу таке могутнє диверсійне угрупування. Крім виконання диверсійних завдань, бригада проводила детальну розвідку системи оборони Вермахту по Дніпру, про що негайно докладалося у зверхні штаби. До 26 жовтня у складі бригади було вже близько 1 200 чоловік, що дозволило наприкінці жовтня сформувати четвертий батальйон.
У ніч на 14 листопада частини 254-ї стрілецької дивізії почали форсування Дніпра, і бригада сприяла переправі, а надалі разом з частинами дивізії брала участь в розгромі німецьких військ у районі Черкас.
28 листопада підрозділи 3-ї гвардійської повітрянодесантної бригади здали свої позиції 7-ї гвардійської повітрянодесантної дивізії і були виведені в місто Киржач в пункт постійної дислокації. За час проведення Дніпровської повітрянодесантної операції загинуло і зниклі безвісти понад 3 500 чоловіків з числа тих, що висадилися. За офіційними радянськими даними, за час боїв в тилу ворога десантники, спільно з партизанами, знищили близько трьох тисяч солдатів Вермахту, пустили під укіс 15 ворожих ешелонів, знищили 52 танки, 6 самохідних гармат, 18 тягачів, 227 різних автомобілів і багато іншої техніки.
Троє учасників Дніпровського десанту було удостоєно звання Героя Радянського Союзу — командир 2-го пдб 5-ї гв.пдбр майор Блувштейн А. А., командир 3-го пдб 5-ї гв.пдбр старший лейтенант Петросян С. Г. та навідник ПТР 5-ї гв.пдбр молодший сержант Кондратьев І. П.
У форсуванні Дніпра як звичайна піхота брали участь гвардійські повітрянодесантні дивізії. У Корсунь-Шевченківської операції брали участь 1-ша, 2-га, 5-та, 6-та і 7-ма гвардійські повітрянодесантні дивізії, а також 41-ша гвардійська стрілецька дивізія. У звільненні Кіровограду брали участь 6-та і 9-та гвардійські повітрянодесантні дивізії й 13-та гвардійська стрілецька дивізія.

#### Десантники в наступі на фронтах з 1944 по 1945рр.
У січні 1944 року відповідно до наказу Народного комісара оборони 13-та, 14-та і 15-та гвардійські повітрянодесантні дивізії були переформовані на 98-му, 99-ту і 100-ту гвардійські стрілецькі дивізії, які були передані до регулярної армії, до складу нового 37-го гвардійського стрілецького корпусу.
37-й гвардійський стрілецький корпус був направлений на Карельський фронт, де увійшов до складу 7-ї армії і приступив до виконання завдань щодо розгрому угрупування противника. У цих боях частини дивізій використовувалися тільки як звичайна піхота. За героїзм, проявлений при форсуванні річки Свір, корпус і всі три дивізії отримали почесне найменування «Свірських». У цих боях дивізії корпусу зазнали значних втрат. Наприклад, 100-та гв. сд втратила в Карелії 1203 людини убитими і 4153 людини пораненими (це половина особового складу дивізії).
У серпні 1944 року почалося формування трьох гвардійських повітрянодесантних корпусів. До жовтня 1944 року було повністю сформовано два корпуси: 37-й і 38-й гвардійські повітрянодесантні корпуси. Третій, 39-й гвардійський повітрянодесантний корпус на початок жовтня 1944 року знаходився у стадії формування і був укомплектований тільки корпусними частинами. У регулярній армії на різних фронтах протягом 1943–1944 років знаходилося 10 повітрянодесантних дивізій.
У жовтні 1944 р. з чотирьох дивізій, повернених зі складу регулярної армії та з'єднань ПДВ, що знаходилися в резерві Ставки ВГК, була створена Окрема гвардійська Повітрянодесантна армія у складі 37-го Свірського, 38-го і 39-го гвардійських повітрянодесантних корпусів (у кожен з яких входило по три повітрянодесантні дивізії), командувачем якої був призначений генерал-майор Затєвахін І. І.
У такому складі Окрема Повітряно-Десантна Армія проіснувала всього близько двох місяців. 8 грудня 1944 року ОПДА була переформована в 9-ту гвардійську армію і в лютому 1945 року у повному складі направлена до регулярної армії, де десантникам було поставлено завдання у взаємодії з іншими військами опанувати столицею Австрії містом Віднем.
15 березня 9-та гвардійська армія зосередилася в вихідному районі для наступу на Відень. Наступного дня війська пішли в наступ. До 25 березня 1945 року війська 9-ї гвардійської армії спільно з частинами 6-ї гвардійської танкової армії подолали гори Баконський Ліс і вишли на лінію Ваньола — Девечер, нанісши при цьому значне ураження німецької 6-ї танкової армії СС. Наступного дня десантники приступили до форсування річки Раба, а 29 березня армія вийшла на територію Австрії. Бої за Відень почалися 5 квітня. Просуваючись до центру міста, десантники зустріли наполегливий опір ворога, бої за місто носили виключно запеклий характер, але до вечора 13 квітня Відень був узятий.
100-та, 106-та і 107-ма дивізії, а так само 38-й і 39-й корпуси отримали почесні найменування «Віденських».
До складу 9-ї гвардійської армії входили такі з'єднання:
- 37-й гвардійський Свірський стрілецький корпус:
  -  — 98-ма гвардійська Свірська сд;
  -  — 99-та гвардійська Свірська сд;
  -  — 103-тя гвардійська сд;
- 38-ма гвардійський стрілецький корпус:
  -  — 104-та гвардійська сд;
  -  — 105-та гвардійська сд;
  -  — 6-та гвардійська сд;
- 39-й гвардійський стрілецький корпус:
  -  — 100-та гвардійська Свірська сд;
  -  — 107-ма гвардійська Першотравнева сд;
  -  — 114-та гвардійська сд.

Окрім дивізій, переданих до складу 9-ї гв. А, у бойові дії вели також дивізії, що зберегли найменування повітрянодесантних. Це були такі повітрянодесантні дивізії:
- 1-ша гв. Звенігородско-Бухарестська,
- 2-га гв. Проскурівська,
- 3-тя гв. Уманська,
- 4-та гв. Овручська,
- 5-та гв. Звенігородська,
- 6-та гв. Кременчуксько-Знамянська,
- 7-ма гв. Черкаська,
- 9-та гв. Полтавська,
- 10-та гв. Криворізька.

До закінчення Німецько-радянської війни повітрянодесантні війська підійшли зі скромними підсумками. Очевидно, що усі значущі повітрянодесантні операції, проведені ПДВ під час війни, не досягли своїх цілей. Основною причиною цього можна назвати погано поставлену систему постачання військ, що десантувалися в тил противника, а так само незламне бажання вищого командування поставити своїм військам завдання, що неможливо було здійснити. Проте застосування малих підрозділів, що викидалися в тил противника з конкретними завданнями, повністю було виправдане. Грамотне і результативне використання тактичних повітряних десантів під час війни з Японією вселило надію, що війська реанімуватимуться, але це буде вже пізніше.
А в серпні 1945 року з метою сприяння наступаючим угрупуванням сухопутних військ в Китаї та Кореї на японські аеродроми висаджувалися посадочні повітряні десанти, сформовані з особового складу мотострілецьких з'єднань 6-ї гвардійської танкової армії і частин Далекосхідного фронту.
Тільки один десант (найперший) був проведений за участю десантників 1-ї гвардійської повітрянодесантної дивізії — 16 серпня 1945 року в Тунляо, яке було опорним пунктом 2-ї японської піхотної дивізії. Надалі цей аеродром активно використовувався як база, звідки злітала частина подальших десантів. Все подальші десанти проводилися силами сухопутних частин. Як правило, чисельність цих загонів становила 200—500 чоловік.
9 серпня один з десантних загонів десантувався в нічний час на тунелі в районі Гродеково, які були тут же захоплені. Ці три тунелі дозволили військам швидко пройти через гори. 17 серпня в Цзямуси був висаджений десант від 388-ї сд, а 18 серпня в 19 годин на аеродром Харбіну висадився загін чисельністю 120 бійців. До ранку наступного дня десантники захопили будівлю японської місії, жандармерії і поліцейського управління, а так само узяли під свою охорону мости, електростанції і інші важливі об'єкти. Захоплений десантниками начальник штабу Квантунськой армії генерал-лейтенант Хата разом з групою генералів і офіцерів був направлений на літаку до штабу Далекосхідного фронту.
19 серпня були висаджені посадочні десанти в Чаньчуні і в Мукдені. У Мукдені загін чисельністю 225 бійців швидко захопив всі важливі об'єкти, а так само полонив імператора Маньчжоу-Го Пу І. Імператор готувався вилетіти до Японії, але був схоплений радянськими десантниками.
19 серпня висаджується десант в міста Гирін. Чисельність десанту склала в першому ешелоні 145 чоловік. Десантники, що висадилися, швидко захопили аеродром, подавили опір японців, потім на захоплених машинах виїхали в місто Гирін, де прийняли капітуляцію 2-ї піхотної бригади японців і військ Маньчжоу-Го. Дії цього десантного загону були затьмарені падінням літака, що доставляв на аеродром групу другого ешелону десанту, внаслідок чого загинули десантники і екіпаж.
22 серпня був висаджений десант в Порт-Артур і Дальній.
23 серпня десанти висаджуються на Сахаліні, 24 серпня повітряний десант — в Пхеньяні. Ці «десантні» підрозділи в більшості випадків блискуче виконали поставлені ним завдання. Хоча за великим рахунком висаджені підрозділи до ПДВ спочатку ніякого відношення (за винятком 1-ї гв. пдд) не мали. Просто вони виконали завдання, які покладаються на повітрянодесантні війська. Причому висадка проводилася тільки у тому випадку, коли була упевненість в тому, що висаджені підрозділи найближчим часом можуть бути підтримані передовими загонами сухопутних військ. При захопленні Південного Сахаліну і Курил висаджувалися парашутні десанти чисельністю 35-130 чоловік зі складу нештатних парашутних батальйонів окремих стрілецьких бригад Далекосхідного фронту. Ці загони мали диверсійні і десантно-штурмові завдання, які в більшості випадків були успішно виконані.
Всього під час проведення Маньчжурської операції було висаджено близько 20 повітряних десантів.

### Післявоєнний період (1945—1960)
Після закінчення Німецько-радянської війни частина повітрянодесантних дивізій, що діяли на фронті у складі стрілецьких корпусів (зокрема, 4-та гв. Овручська та 7-ма гв. Черкаська пдд) повернулася в підпорядкування повітрянодесантних військ, а частина була переформована.
У червні 1946 р. повітрянодесантні війська в цілому були виведені зі складу ВПС і підпорядковані безпосередньо міністрові збройних сил СРСР.
Всього під час війни за офіційними даними було сформовано 18 повітрянодесантних дивізій і 22 повітрянодесантних бригади. За час війни 196 десантників було удостоєно високого звання Героя Радянського Союзу. Відразу після війни існуючі гвардійські повітрянодесантні дивізії були переформовані в гвардійські стрілецькі дивізії, а 2-га гв. пдд в провину за втрату в бою в Чехословаччині свого Бойового Прапора, була розформована. В цей час ПДВ організаційно входили до складу ВПС і мали в своєму розпорядженні декілька гвардійських повітрянодесантних бригад.
3 червня 1946 року виходить Постанова Ради Міністрів СРСР № 1154—474-с і 7 червня 1946 року виходить Наказ міністра Збройних Сил СРСР № орг/2/247225, згідно з яким Повітрянодесантні війська були виведені зі складу ВПС і включені до складу військ резерву Верховного Головнокомандування, з прямим підпорядкуванням міністрові Збройних сил СРСР. Почалося чергове переформовування військ.
Дислокація з'єднань повітрянодесантних військ на кінець 1946 року була наступною:
- 8-й гв. пдк «Неманський» Червонопрапорний (Білоруський військовий округ, м. Полоцьк) у складі:
  - 103-тя гв. пдд Червонопрапорна, ордена Кутузова (БЕЛВО, м. Полоцьк)
  - 114-та гв. пдд «Віденська» Червонопрапорна (БЕЛВО, ст. Боровуха)
- 15-й гв. пдк (Ленінградський військовий округ, м. Ракверне) в складі:
  - 76-та гв. пдд «Чернігівська» Червонопрапорна (ЛЕНВО, м. Новгород):
  - 104-та гв. пдд ордена Кутузова (ЛЕНВО, м. Нарва, р. Кингисепп)
- 37-й гв. пдк «Свірський» Червонопрапорний (Приморський військовий округ, ст. Монастиріще) у складі:
  - 98-ма гв. пдд «Свірська» Червонопрапорна (ПРІМВО, с. Покровка)
  - 99-та гв. пдд «Свірська» ордена Кутузова (ПРІМВО, ст. Манзовка, ст. Мучна)
- 38-й гв. пдк «Віденський» (Московський військовий округ, м. Тула) в складі:
  - 105-та гв. пдд «Віденська» Червонопрапорна (МВО, м. Кострома)
  - 106-та гв. пдд Червонопрапорна, ордена Кутузова (МВО, м. Тула)
- 39-й гв. пдк «Віденський» (Київський військовий округ, м. Біла Церква) у складі:
  - 100-та гв. пдд «Свірська» Червонопрапорна (КВО, р. Біла Церква)
  - 107-ма гв. пдд «Першотравнева» Червонопрапорна, ордена Суворова (КВО, м. Київ)

Посадка десанту в літаки ВТА

З цього часу на озброєння повітрянодесантних військ почала надходити нова повітрянодесантна техніка: парашути ПД-47, Д-1, радіоелектронні системи приводу авіації в район десантування, платформи для викидання важких вантажів. До авіації ПДВ надійшли літаки Іл-12, Іл-14, Ту-4. Через два роки, в 1948 році була знов створена Окрема Повітрянодесантна армія, до якої увійшли 8-й, 15-й, 38-й і 39-й корпуси з доданими авіаційними дивізіями. 37-й гвардійський повітрянодесантний корпус і 1-ша авіатранспортна дивізія, що знаходяться на Дальньому Сході, залишалися окремими. Крім того, до серпня 1948 року додатково було сформовано ще п'ять гвардійських повітрянодесантних дивізій: 7-ма (м. Каунас), 11-та (м. Рязань), 13-та (н.п. Свободний Амурській області), 21-ша (м. Валга) і 31-ша (м. Новоград-Волинський).
До того часу штат повітрянодесантної дивізії складався з управління, двох або трьох парашутно-десантних полків, артилерійського полку, окремого зенітного артилерійського дивізіону, окремого саперного батальйону, окремого батальйону зв'язку, окремого батальйону матеріального забезпечення, медико-санітарного батальйону, роти хімічного захисту і окремої розвідувальної роти. Основою великого повітряного десанту замість корпусу ставала менша за чисельністю і більш рухома за маневреністю повітрянодесантна дивізія. У принципі, за великої потреби, радянські ВПС змогли б одноразово підняти в повітря одну дивізію з усіма частинами бойового забезпечення, але зрозуміло, для задуманих завдань цього було замало…
У 1955 році було проведено полкове парашутне десантування 119-го гв. пдп 7-ї гв. пдд на острів Сааремаа в Естонії. Десантники відпрацьовували варіанти захоплення і утримання острову до підходу основних сил. У квітні 1955 року транспортно-десантна авіація була виведена зі складу ПДВ і на її базі сформована (Військово-Транспортна Авіація) (61-ша Повітряна армія). У 1955—1956 роках були розформовані всі управління корпусів, а так само 11-та, 21-ша, 100-та і 114-та гвардійські повітрянодесантні дивізії.
У 1956 році ПДВ були підпорядковані Головному штабу Сухопутних військ. У п'ятдесятих роках на озброєння ПДВ були прийняті авіадесантуємі самохідні протитанкові установки АСУ-57, озброєні гарматою, здатною уражати броньовані цілі. Ця самохідна артилерійська установка могла десантуватися парашутним способом. На той момент це було наймогутніша зброя, яка могла десантувати в тил противника парашутним способом. Крім АСУ-57 перебували 82 і 120 мм міномети, безвідкатні гармати Б-10 і Б-11, гранатомети РПГ-2, кулемети РПД. Так само ПДВ отримали 85-мм саморушні гармати СД-44, 140-мм реактивні пускові установки РПУ-14, 85-мм самохідні гармати АСУ-85, бронетранспортери БТР-40.
10 вересня 1956 року на Семипалатинському ядерному полігоні були проведені навчання, які офіційно називалися «Застосування тактичного повітряного десанту вслід за атомним ударом з метою утримання зони ураження атомного вибуху до підходу наступаючих військ з фронту».
Іншими словами кажучи, метою цього експерименту було визначення щодо безпечної висадки десанту. Війська повинні були діяти в умовах високої радіації. Частинами ПДВ, які повинні були здійснити висадку, керував заступник Командувача ПДВ генерал-лейтенант Рождественський С. Для цих навчань залучався 345-й гв. пдп 105-ї гв. пдд. Безпосередньо у епіцентр ядерного вибуху повинні були десантуватися дві роти 2-го пдб 345-го гв. пдп, всього 272 чоловіки, посилених взводом 57-мм установок АСУ-57, шістьма безвідкатними гарматами Б-10, взводом 82-мм мінометів і відділенням хімічної розвідки. В середині серпня учасники навчань прибули на полігон. Для попереднього тренування особового складу було здійснено три підривання ядерних боєприпасів.
Перший ядерний вибух був проведений 24 серпня 1956 року, другий вибух (термоядерний) був проведений через шість днів, третій вибух (ядерний) був проведений 2 вересня. Навчання почалися 9 вересня скиданням з літака Ту-16 атомної бомби потужністю 38 кілотонн. Висадка десанту була проведена через 43 хвилини після вибуху в 650 метрах від епіцентру. Рівень радіації при цьому становив від 0,3 до 5 рентгенів на годину. Через десять хвилин десантники захопили заданий об'єкт, потім була проведена атака, і через дві години підрозділи десанту були виведені із зони зараження в пункт санітарної обробки і дезактивації.

Міністрові оборони Маршалу Радянського Союзу Жуков Г. К.у маршал артилерії Недєлін доповідав: 
«За наслідками ураження застосованої на навчанні атомної бомби можна зробити висновок, що вузли оборони противника надійно придушуються, а це дозволить проводити услід за вибухом висадку повітряних десантів. При висоті вибуху 200—300 метрів по рівнях радіації, на відстані від епіцентру 400—500 метрів, тобто в районі надійного ураження противника, повітряний десант можливо висаджувати з вертольотів через 15-20 хвилин, за умови дози опромінювання до 5 рентгенів на годину».
Результати навчань засекретили, 60 офіцерам ПДВ і ВТА була оголошена подяка.
У тому ж 1956 року десантники силами 7-ї і 31-ї дивізій брали участь в Угорських подіях в рамках операції «Вихор». 1 листопада 1956 року 114-й і 381-й гв. пдп посадочним способом десантувалися на аеродром Веспрем, де захопили декілька важливих військових об'єктів і знищили ряд зенітних батарей. 3 листопада 1956 року 108-й гв. пдп посадочним способом десантувався на аеродром Текель. В ході короткого бою десантники вивели з ладу шість зенітних батарей. З 4 листопада підрозділи полку, спільно з 80-м гв. пдп, що здійснив марш з району Мукачева, протяжністю близько 400 кілометрів, брали участь в бойових діях із звільнення Будапешту від повстанців. До кінця 12 листопада 1956 року бойові дії в Будапешті завершилися. Частини 7-ї і 31-ї повітрянодесантних дивізій в боях з угорськими повстанцями втратили 85 чоловік вбитими, 265 десантників було поранено і 12 зниклі безвісти. Зокрема всього Особливий корпус в ході проведення операції «Вихор» втратив убитими 669 чоловік і 51 зниклий безвісти.
У 1959 році 31-ша і 107-ма гвардійські повітрянодесантні дивізії були розформовані. Наступного року в місті Острів формується 44-та навчальна повітрянодесантна дивізія. Дивізії передаються регалії 4-ю гв. пдд часів війни. Після сформування 44-та гв. нпдд переводиться в місто Іонава Литовській РСР. Ця дивізія стає кузнею кадрів молодших фахівців повітрянодесантних військ. У тому ж, 1960 року 104-та гв. пдд передислокують з Ленінградського ВО до Кіровабаду, а через рік 105-та гв. пдд відбуває з Костроми до Фергани.
До 1960 року склад ПДВ був наступним:
- Штаб ПДВ (н.п. Ведмежі Озера) з 191-й окремим батальйоном зв'язку штабу ПДВ
- 7-ма гв. пдд (м. Каунас, Литва)
- 13-та гв. пдд (н.п. Миколаївка Амурської області)
- 76-та гв. пдд (м. Псков)
- 98-ма гв. пдд (м. Бєлогорськ)
- 99-та гв. пдд (м. Уссурійськ)
- 103-тя гв. пдд (м. Вітебськ, Білорусь)
- 104-та гв. пдд (м. Кіровабад, Азербайджан)
- 105-та гв. пдд (м. Фергана, Узбекистан)
- 106-та гв. пдд (м. Тула)
- 44-та навчальна гв. пдд (м. Йонава, Литва)

### Період розквіту (1960—1991)

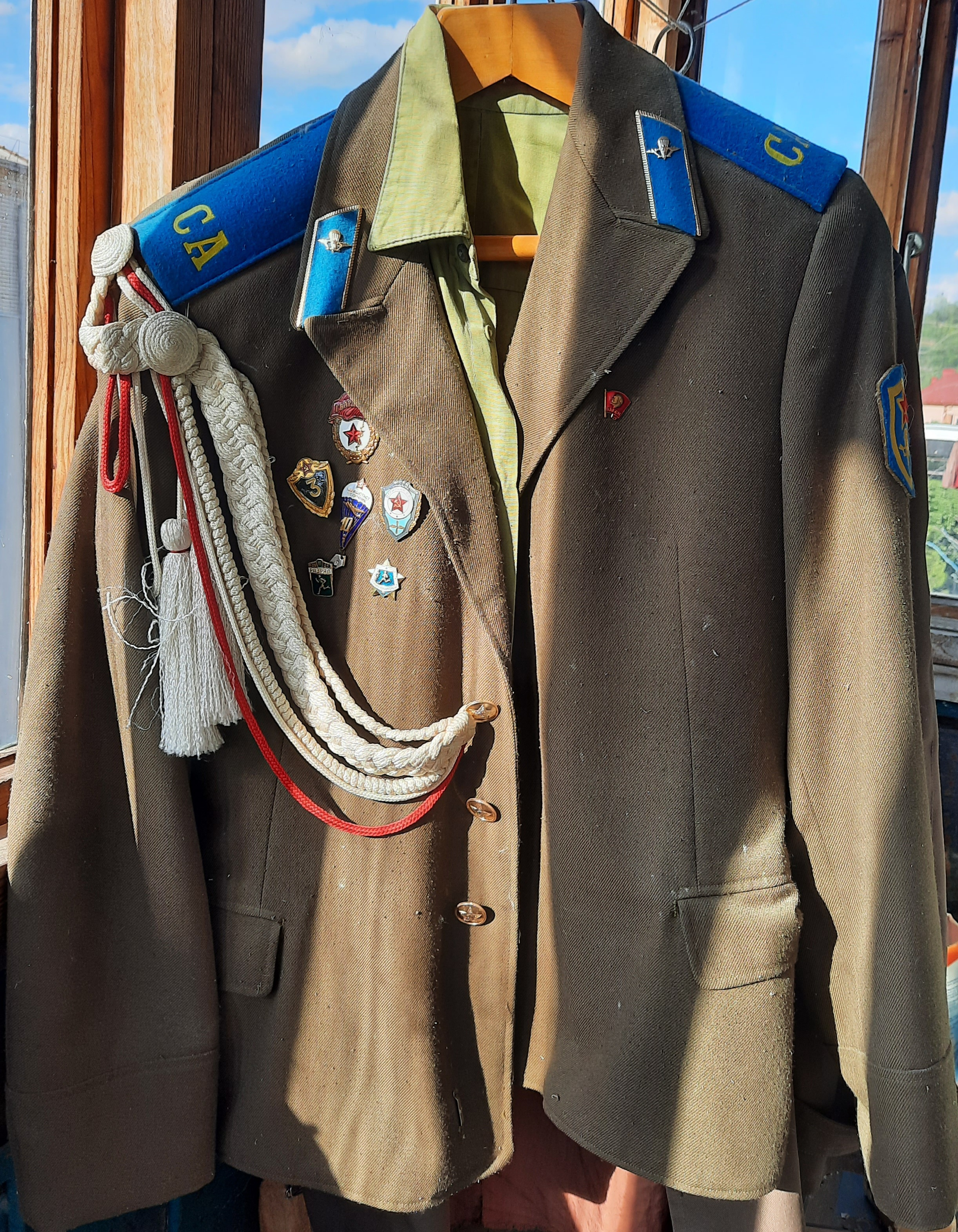
Парадний кітель рядового ПДВ СРСР

У 1980-ті рр. у складі повітрянодесантних військ, крім окремих бригад, були 7 повітрянодесантних дивізій, з яких одна, в Литві, була навчальною. Оскільки місця постійної дислокації з'єднань і частин в післявоєнний період були достатньо стабільні (що, крім інших обставин, було обумовлено «прив'язкою» до аеродромної мережі військово-транспортної авіації), за бойовими дивізіями закріпилися неофіційні найменування:
- «Каунаська» (Литовська РСР) — 7-ма гв. Черкаська пдд;
- «Псковська» (Російська РФСР) — 76-та гв. Чернігівська пдд;
- «Болградська» (Українська РСР) — 98-ма гв. Свірська пдд;
- «Вітебська» (Білоруська РСР) — 103-тя гв. пдд;
- «Кіровабадська» (Азербайджанська РСР) — 104-та пдд;
- «Тульська» (Російська РФСР) — 106-та гв. пдд;
- «Гайжюнайська» (навчальна) (Литовська РСР) — 44 уч. пдд,
- «Ферганський» (Узбецька РСР) — 345 гв. окремий пдп.

З кінця грудня 1979 р. 103-тя «Вітебська» дивізія, передислокована в район Кабульського аеродрому, була з'єднанням обмеженого континенту радянських військ в Афганістані. Крім того, в Афганістані був дислокований 345-й гвардійський окремий парашутно-десантний полк з Фергани (Узбецька РСР).

Десантування БМД на навчаннях

Наприкінці 1980-х рр. навчальна дивізія в Литві була перетворена на 242-й гвардійський навчальний центр ПДВ, а 103-тя гвардійська «Вітебська» повітрянодесантна дивізія після повернення з Афганістану до Білорусі наприкінці 1989 р. у зв'язку з підготовкою до «Договору про звичайні збройні сили в Європі» передана до складу прикордонних військ КДБ СРСР.
У порівнянні з 1970-ми роками в парашутно-десантних полках відбулися певні зміни. Якщо раніше основу полку становили 3 парашутно-десантні батальйони, самохідно-артилерійська, мінометна та зенітна батареї, то з надходженням САГ 2С9 «Нона-С» та бойових машин на базі БТР-Д (з ПТКР «Конкурс» й ПЗРК «Стріла») вся техніка ПДВ була уніфікована на єдиному гусеничному шасі БМД-1/БТР-Д, а потреба в мінометах, враховуючи вогневі можливості САГ 2С9 «Нона-С», відпала.
Що стосується нових бойових машин десанту БМД-3, то вони поступили у війська вже після 1991 р., коли ними був озброєний батальйон одного з полків 76-ї гвардійської повітрянодесантної дивізії.
Наприкінці існування Радянського Союзу повітрянодесантні війська становили собою величезну силу й мали у своєму особовому складі близько 75 тис. чоловік.
Склад ПДВ наприкінці існування СРСР був таким:
- Штаб ПДВ — Москва
- 171-ша окрема бригада зв'язку ПДВ (Ведмежі Озера, Підмосков'я).
- Рязанське вище двічі Червонопрапорне повітрянодесантне командне училище ім. Ленінського Комсомолу.
- 242-й гвардійський навчальний центр ПДВ (Гайжюнай, Литва) з полками:
  - 226-й упдп — Гайжюнай, Литва
  - 285-й упдп — Гайжюнай, Литва
  - 301-й упдп — Гайжюнай, Литва
  - 1120-й навчальний артилерійський полк — Гайжюнай, Литва.
- 7-ма гвардійська повітрянодесантна Черкаська дивізія (Каунас, Литва) з полками:
  - 97-й гв. пдп (Алітус, Литва),
  - 108-й гв. пдп (Каунас, Литва),
  - 119-й гв. пдп (Маріямполе, Литва)
  - 1141-й гв. артилерійський полк (Калварія, Литва):
- 76-та гвардійська Чернігівська Червонопрапорна повітрянодесантна дивізія (Псков) з полками:
  - 104-й гв. пдп (Псков),
  - 234-й гв. ордена Кутузова пдп (Псков),
  - 237-й гв. Торунський Червонопрапорний пдп (Псков)
  - 1140-й гв. двічі Червонопрапорний артилерійський полк (Псков):
- 98-ма гвардійська Свірська Червонопрапорна ордени Кутузова 2 ступеня повітрянодесантна дивізія (Болград, Одеська область, Україна) з полками:
  - 217-й гв. пдп (Болград),
  - 299-й гв. пдп (Болград),
  - 300-й гв. пдп (Кишинів, Молдова),
  - 1065-й гв. артилерійський полк (Веселий Кут, Одеська область, Україна).
- 104-та гвардійська повітрянодесантна дивізія (Кіровабад, (з 1989 року Гянджа), Азербайджан) з полками:
  - 328-й гв. пдп (Гянджа),
  - 337-й гв. пдп (Гянджа),
  - 345-й гв. пдп (Гянджа),
  - 1080-й гв. артилерійський полк (Шамхор, Азербайджан)
- 106-та гвардійська повітрянодесантна дивізія (Тула, Московський військовий округ) з полками:
  - 51-й гв. пдп (Тула),
  - 137-й гв. пдп (Рязань),
  - 331-й гв. пдп (Кострома),
  - 1182-й гв. артилерійський полк (Єфремов).
- 350-й гв. окремий пдп Фергана (Узбекистан). Дислокується після виводу військ з Афганістану в 1989 році.

На 1990 р. окрім повітрянодесантних дивізій, безпосередньо підпорядкованих Штабу Повітрянодесантних військ у Москві, до складу ПДВ відносились бригади та полки (повітрянодесантні, десантно-штурмові), формування, оснащені, як правило, легким озброєнням, але ж з різною організаційно-штатною структурою, та десантно-штурмові батальйони, які знаходилися, як і раніше, в підпорядкуванні Сухопутних військ.

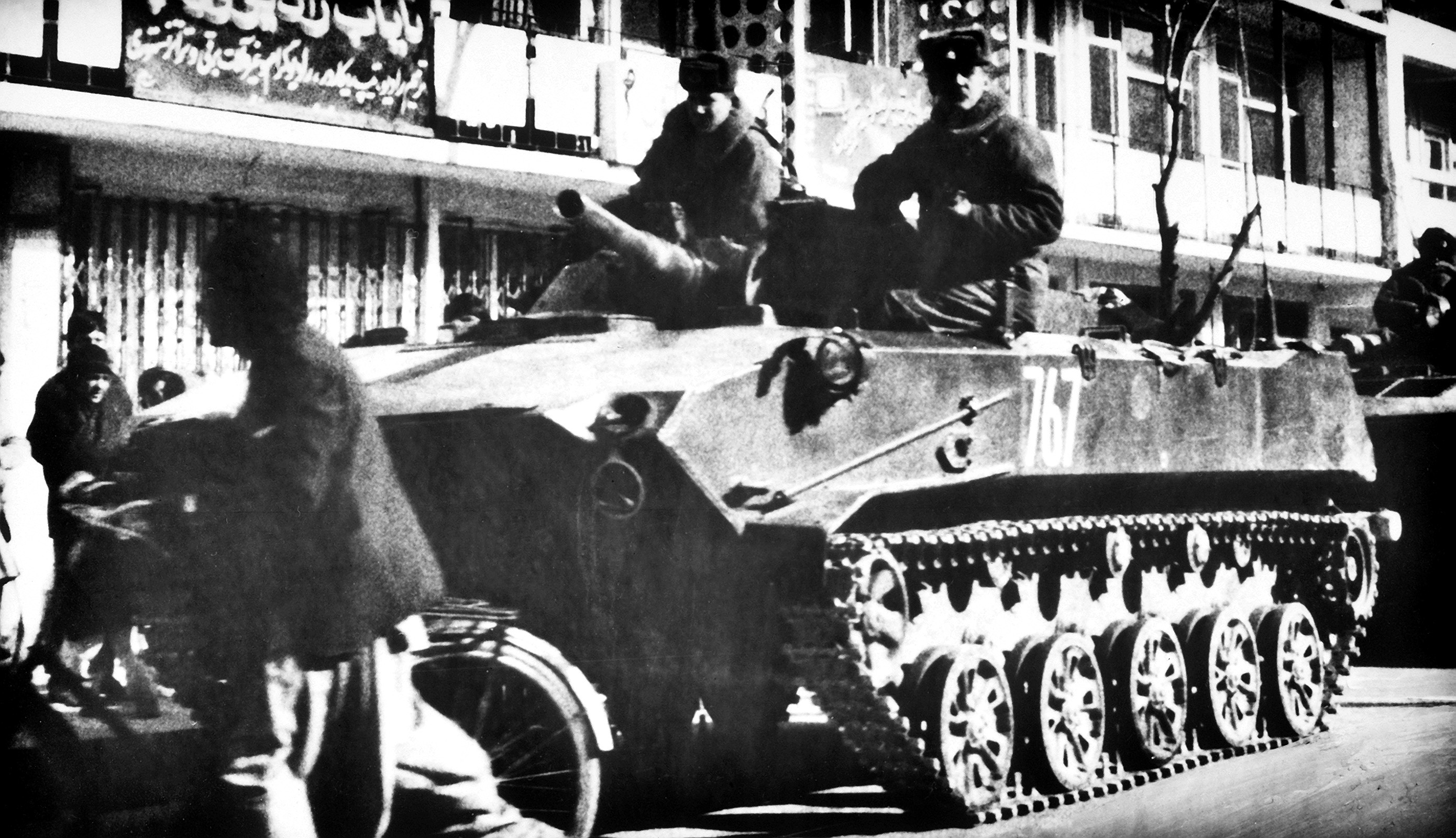
Радянські повітрянодесантні війська в Афганістані

Це були наступні бригади, полки та батальйони (формувалися в різні часи):
- 11-та опдбр у Забайкальському військовому окрузі (Могоча і Амазар, Читинська область),
- 13-та опдбр у Далекосхідному військовому окрузі (Магдагачи і Завітінськ, Амурська область),
- 21-ша опдбр у Закавказькому військовому окрузі, Кутаїсі, Грузія,
- 23-тя опдбр у Київському військовому окрузі (Кременчук, Україна),
- 35-та гв. одшбр у Західній Групі Військ, Котбус, Німеччина. В 1990 р. переводиться з Котбусу (вже ФРН) в Капчагай (Казахстан).
- 36-та одшбр у Ленінградському військовому окрузі (смт. Гарболово, Ленінградська область),
- 37-ма одшбр у Прибалтійському військовому окрузі (Черняхівськ, Калінінградська область),
- 38-ма Віденська одшбр у Білоруському військовому окрузі (Берестя, Білорусь),
- 39-та одшбр в Прикарпатському військовому окрузі (Хирів, Львівська область, Україна), з другої половини 1991 р. бригада була перетворена на 224-й навчальний центр ПДВ.
- 40-ва одшбр в Одеському військовому окрузі (Миколаїв, Україна)
- 56-та гв. одшбр в Туркестанському військовому окрузі (Термез, Узбекистан), у 1980—1989 рр. в Афганістані, після виводу з Афганістану (1989 р.) розташовується в Туркменії (Йолотань).
- 57-ма одшбр в Середньоазіатському військовому окрузі (смт. Актогай, Казахстан), у 1990 виводиться з Актогаю до Гергиевкі (Семипалатинська область) і там розформовується.
- 83-тя одшбр в Північній групі військ (Бялогард, Польща), з Польщі передислоковується в 1990 р. в м. Уссурійськ (Приморський край).
- 100-та одшбр у Сибірському військовому окрузі (Абакан, Росія);
- 1318-й одшп у Білоруському військовому окрузі, 5-й гв. окремий АК (Боровуха-2, Білорусь)
- 1319-й одшп у Забайкальському військовому окрузі, окремий АК (Кяхта, Читинська область);

Додатково дислокувалося понад двадцяти окремих десантно-штурмових батальйонів, які входили, як правило, до складу окремих армійських корпусів.
- 908 одшб в Київському ВО, 1-ї гв. ОА (Україна, Чернігівска обл., смт Гончарово)

## Традиції

### Підготовка
Через підготовку до роботи в тилу висока увага наділялась відбору та укомплектуванню цих частин. ЦУВЧА — центр укомплектування червоної армії. У різні періоди, проводив ряд заходів що до формування майбутнього бойового потенціалу.
Умови підготовки: в період до 1937 року РСЧА проводила навчання ПДВ на базі : 145 Білгородського навчального центру, а також ряду допоміжних установ. У післявоєнний період. Почалось невпинне реформування ПДВ. Для відбору до частин, ПДВ у 1959 р. Була створена спеціальна комісія при Центральному наркоматі оборони. Через відсутність контрактної форми служби, СРСР довелось виділяти найбільш підходящих кандидатів з числа призовників, та строковиків гвардійських, інженерних, авіаційних, горнострілецьких, та інших частин. До 1967 року ПДВ налічував 85 627 чол 48 752 з яких були безпосередньо здатними брати участь в десантних операціях. Рівень військово професійної підготовки, був одним з найвищих в РСЧА тому, велика кількість військовослужбовців виявляла бажання, проходити службу в ПДВ тому у 1972 році систему відбору було удосконалено. Введена ВВКСГ — Вища військова комісія питань гвардії. Під командуванням генерала. А. С. Шурмиліна. Цей рік став роком введення символічною здачі: на берет ПДВ (до 1975 червоний а потім синій берет)

## Легендарні командири та командувачі
- генерал армії Маргелов В. П.
- генерал армії Сухоруков Д. С.
- генерал-полковник Родимцев Олександр Ілліч
- генерал армії Горбатов Олександр Васильович